# 鈴木直人 (作家)
鈴木 直人（すずき なおと）は、日本のゲームブック作家。
ゲームブックが流行した 1980年代後半から1990年代前半にかけて多くの作品を発表した。読者からの評価は高く、処女作である『ドルアーガの塔』3部作は国内最高の作品としてあげられることも多い。ゲームブックが下火となってからは全く行方知れず（作家としては）になっていたが、2000年代に入り、創土社の求めに応じて旧作の復刻を中心に執筆活動を再開した（当時、鈴木は会社員であった）。
双方向型（迷宮などで項目間を自由に行き来できる）ダンジョンものを基本スタイルとし、毎回斬新なシステムを導入する。特にパンタクルに見られる魔法システムは非常に完成度が高い。
ともすればシステム面だけが注目されがちであるが、高い文章力・演出力を評価する向きも多い。
なお、創土社版から発売されたゲームブックのあとがき等で完全新作の執筆が示唆されているが、2008年現在出版の目処は全く立っていないようである。

## 作品リスト

### 東京創元社（創元推理文庫）
- ドルアーガの塔（1986年）
  - 悪魔に魅せられし者
  - 魔宮の勇者たち
  - 魔界の滅亡

同名のコンピュータゲームを原作にした、鈴木直人のデビュー作。魔法やアイテム、キャラクター、ゲームシステムなど、全体にオリジナル要素が多く、その重厚な内容から国産ゲームブックの最高峰の一つとみなされている。中でもオリジナルキャラクター、魔道士メスロンは鈴木の作品世界で重要な位置を占めるようになり、幾つかの作品で主役を務めることとなった。
三巻ともドルアーガの塔を舞台としているが、作者本人も「あとがき」で認めているように、各巻で赴きがかなり異なる。第一巻は、迷路で構成された各フロアを順に登っていくという点で、原作のゲームの雰囲気にもっとも近い。第二巻は、二人の仲間とともに冒険を進める点や、商店・船着場などの、迷路で構成されていないフロアが多数存在し、果ては一時的に塔の外に出ることができる場面まであり、オリジナルのゲームから一番乖離した内容となっている。第三巻は、下から順にフロアを登っていくのではなく、複数フロアを跳び越して他のフロアに通じる階段を使って上下しながら謎を解いていく、一種の立体迷路となっている。また、「隠しエンディング」が存在している。
- スーパー・ブラックオニキス（1987年）
コンピュータRPG「ザ・ブラックオニキス」のゲームブック化。とはいえ、原作から引き継いでいる部分はわずかで、殆ど鈴木のオリジナルと言って良い。システム面では、仲間とパーティーを組んで冒険することを大きなテーマとしており、仲間の選択・戦闘・死亡の扱いなどが特徴的である。著者曰く、ドルアーガ三部作の第二巻において一時的に仲間とともに冒険をすることになったが、これを発展させて１作品にできないか、との試みから本作が生まれた、とのことである。
- パンタクル（1989年）
魔道士メスロンを主人公にしたオリジナル作品。東洋を想起させる世界観の下に書かれており、登場する生き物の名前が仏教・密教から取られていたり、魔法が漢字表記される名前を持っていたりする。
「ソーサリー」シリーズや、「ドルアーガ」三部作では、数多くの魔法が存在しているものの、魔法を使用する場面で選択できる魔法は、選択肢で示された5～6種程度に限定されてしまっていたが、本作では、すべての種類の魔法を選択できるようにシステムが練られている。
- ティーンズ・パンタクル（1990年）
現代日本を舞台にしたパンタクルの外伝。超能力を持つ女子高生・大島いずみが主人公。謎の美人転校生の登場に端を発する、街や学校に発生し人々に害を為す邪悪な怪異を解決するために奮闘する。魔道士メスロンは脇役として登場。
- パンタクル2（1991年）
オリジナル作品。主人公が魔道士メスロンであること以外、前作とのストーリー及びシステム的な繋がりは特にない。パンタクルを失い自身の魔法が使えなくなったメスロンが、ドルイド教団を相手にドルイド教団の魔法を学びながら冒険する内容であり、作品の雰囲気はむしろドルアーガの塔に近い。作品中で、続編があることを前提とした描写があるが、続編は未刊。

### 創土社
- Chocolate Knight（2001年 ISBN 4789301125）
10年ぶりに発表された新作。パンタクル2に登場したファジー族のポポレイポラが主人公。創元推理文庫から出版される予定で、パンタクル2直後に執筆されながら出版されなかった経緯がある。
ゲームブック未経験者・初心者向けの作品であることが強く意識されており、各種パラメーターを記録する専用シートが不要で、簡単なメモ書きのみでゲームを進めることができるようになっている。文体も従来の作品とは一変し、児童文学を思わせる平易なものとなっている。
- パンタクル1.01（2002年 ISBN 4789301141）
パンタクルの復刊だが、若干の修正が行われているため、「1.01」となっている。作者コラム等が追加され、創元推理文庫版におけるパラグラフの誤表記が直されているが、新たに別の誤植が生まれている。
- ドルアーガの塔
東京創元社版の復刊。基本的に旧版に準拠しているが、一部パラメータの変更や項目・アイテムの追加がある。
  - 悪魔に魅せられし者(2006年)
  - 魔宮の勇者たち(2008年)
  - 魔界の滅亡(2013年)

### 幻想迷宮書店
- ドルアーガの塔
元・創土社編集者による電子書籍専門サイト「幻想迷宮書店」の立ち上げにあわせて発売された電子書籍版。創土社版をベースに若干の修正が加えられている。
  - 悪魔に魅せられし者(2016年)
  - 魔宮の勇者たち(2016年)
  - 魔界の滅亡(2016年)
- パンタクル1 メスロンサーガ（2016年）
- パンタクル2 メスロンサーガ（2016年）
- ティーンズ・パンタクル（2017年）
- ブラックオニキス・リビルド（2018年）
スーパー・ブラックオニキスの電子書籍リメイク版。オリジナル作品として固有名詞等を再構築し、同時に旧版の誤植を修正。また挿絵は旧版とは異なり、ドルアーガの塔、パンタクルでイラストを担当した虎井安夫のものに差し替えられている。